# Aire d'attraction d'Aubigny-sur-Nère
L'aire d'attraction d'Aubigny-sur-Nère est un zonage d'étude défini par l'Insee pour caractériser l’influence de la commune d'Aubigny-sur-Nère sur les communes environnantes. Publiée en octobre 2020, elle se substitue à l'aire urbaine d'Aubigny-sur-Nère, qui comportait 3 communes dans le dernier zonage qui remontait à 2010.

## Définition
L'aire d'attraction d'une ville est composée d’un pôle, défini à partir de critères de population et d’emploi ainsi que d’une couronne constituée des communes dont au moins 15 % des actifs travaillent dans le pôle. Le pôle d’attraction constitue ainsi un point de convergence des déplacements domicile-travail,.

## Type et composition
L’aire d'attraction d'Aubigny-sur-Nère est une aire intra-départementale qui comporte 16 communes dans le Cher. 
Elle est catégorisée dans les aires de moins de 50 000 habitants, une catégorie qui regroupe 12,2 % au niveau national.

### Carte

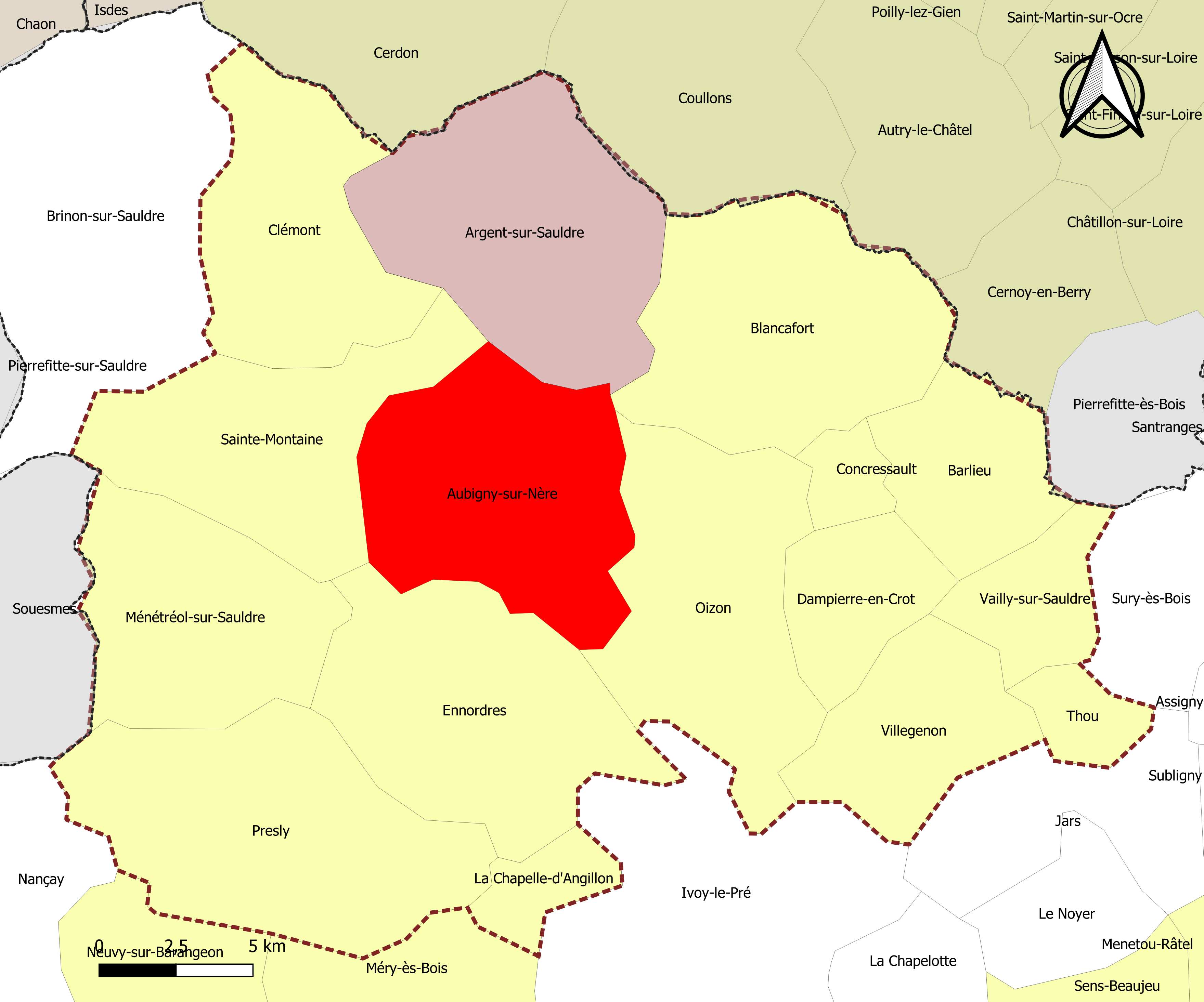
Carte de l'aire d'attraction d'Aubigny-sur-Nère.
Commune-centre
Commune du pôle principal
Commune de la couronne

### Composition communale
| Nom                               | Code Insee | Département | Statut                    | Superficie (km2) | Population (dernière pop. légale) | Densité (hab./km2) | Modifier                                    |
| --------------------------------- | ---------- | ----------- | ------------------------- | ---------------- | --------------------------------- | ------------------ | ------------------------------------------- |
| Aubigny-sur-Nère (commune-centre) | 18015      | Cher        | commune-centre            | 61,53            | 5 464 (2022)                      | 89                 | modifier les données · modifier les données |
| Argent-sur-Sauldre                | 18011      | Cher        | commune du pôle principal | 67,35            | 2 040 (2022)                      | 30                 | modifier les données · modifier les données |
| Barlieu                           | 18022      | Cher        | commune de la couronne    | 27,87            | 336 (2022)                        | 12                 | modifier les données · modifier les données |
| Blancafort                        | 18030      | Cher        | commune de la couronne    | 64,35            | 1 002 (2022)                      | 16                 | modifier les données · modifier les données |
| La Chapelle-d'Angillon            | 18047      | Cher        | commune de la couronne    | 10,17            | 610 (2022)                        | 60                 | modifier les données · modifier les données |
| Clémont                           | 18067      | Cher        | commune de la couronne    | 50,11            | 709 (2022)                        | 14                 | modifier les données · modifier les données |
| Concressault                      | 18070      | Cher        | commune de la couronne    | 7,45             | 196 (2022)                        | 26                 | modifier les données · modifier les données |
| Dampierre-en-Crot                 | 18084      | Cher        | commune de la couronne    | 22,05            | 203 (2022)                        | 9,2                | modifier les données · modifier les données |
| Ennordres                         | 18088      | Cher        | commune de la couronne    | 63,79            | 206 (2022)                        | 3,2                | modifier les données · modifier les données |
| Ménétréol-sur-Sauldre             | 18147      | Cher        | commune de la couronne    | 50,08            | 196 (2022)                        | 3,9                | modifier les données · modifier les données |
| Oizon                             | 18170      | Cher        | commune de la couronne    | 62,03            | 667 (2022)                        | 11                 | modifier les données · modifier les données |
| Presly                            | 18185      | Cher        | commune de la couronne    | 74,63            | 221 (2022)                        | 3,0                | modifier les données · modifier les données |
| Sainte-Montaine                   | 18227      | Cher        | commune de la couronne    | 53,79            | 167 (2022)                        | 3,1                | modifier les données · modifier les données |
| Thou                              | 18264      | Cher        | commune de la couronne    | 9,19             | 78 (2022)                         | 8,5                | modifier les données · modifier les données |
| Vailly-sur-Sauldre                | 18269      | Cher        | commune de la couronne    | 18,25            | 649 (2022)                        | 36                 | modifier les données · modifier les données |
| Villegenon                        | 18284      | Cher        | commune de la couronne    | 32,93            | 215 (2022)                        | 6,5                | modifier les données · modifier les données |